# Morocco
|  | Aquest article tracta sobre la pel·lícula de Josef von Sternberg; per a la localitat estatunidenca, vegeu l'article Morocco (Indiana) |

Morocco és una pel·lícula estatunidenca en blanc i negre de 1930, dirigida per Josef von Sternberg i interpretada per Marlene Dietrich i Gary Cooper. El guió de Jules Furthman és una adaptació de la novel·la Amy Jolly, de Benno Vigny.
Es tracta de la primera pel·lícula estatunidenca de Marlene Dietrich, la primera després de l'èxit de Der blaue Engel (estrenada l'1 d'abril del mateix any).
Va ser destacable en el seu moment el petó que aquesta li fa durant una actuació a una altra dona, per tractar-se del primer petó d'aquest tipus de la història del cinema. Marlene, vestida amb un esmòquing, li canta a una dona del públic i aquesta, a la vegada, està afalagada amb l'atenció rebuda; la cantant pren una rosa de la solapa de l'admiradora i li fa un petó als llavis. Aquesta escena va ajudar a fer de la imatge andrògina i de sexualitat ambigua de Dietrich una marca distintiva.

## Argument
La cantant de cabaret Amy Jolly, provinent de París, arriba a Mogador (Marroc) on, per problemes econòmics, es veu forçada a actuar en un cafè de segona fila propietat de Lo Tinto. Allà es fixa en l'atractiu legionari Tom Brown i aquest queda seduït per ella durant una actuació que fa vestida amb esmòquing; ferits pels seus passats, inicien cautelosament una relació sense lligams.
Mentrestant, el milionari La Bessière s'encapritxa d'ella. L'ajudant de Tom, mogut pel sentit del deure i un sentiment de rancúnia (ja que aquest havia intentat seduir la seva dona) fa que Brown acabi arrestat i, posteriorment, enviat a un poble de mala mort en una perillosa missió, i ella decideix llavors respondre a la proposta de matrimoni de La Bessière, qui li ofereix diners i felicitat.
En un incident, l'ajudant de Brown mor i aquest resulta ferit. La notícia arriba a Mogador durant el sopar de compromís, i Amy s'aixeca de taula per a retrobar-se amb Brown. La Bessière, veient que n'està enamorada, s'ofereix per a dur-la en el seu cotxe.
Amy troba Brown a la taverna i no pas a l'hospital com es pensava, ja que només ha fet veure que havia estat ferit per no haver de tornar a Mogador, ja que l'endemà se n'ha d'anar al Sàhara. Tom li diu que si se l'estima haurà d'estar preparada per a ser una bona soldada; veient que les dones d'allà segueixen la columna on es troba la unitat on serveix el seu home, Amy abandona La Bessière i segueix els legionaris, endinsant-se en el desert.

## Repartiment
| - Gary Cooper: legionari Tom Brown - Marlene Dietrich: senyoreta Amy Jolly - Adolphe Menjou: Sr. La Bessiere - Ullrich Haupt: Adjutant Caesar - Eve Southern: Sra. Caesar - Francis McDonald: sergent - Paul Porcasi: Lo Tinto, propietari del club nocturn |

## Nominacions
La pel·lícula va estar nominada a quatre Oscars el 1931: millor actriu (Marlene Dietrich), millor direcció artística (Hans Dreier), millor fotografia (Lee Garmes) i millor direcció (Josef von Sternberg).
El 1932 va guanyar el premi Kinema Junpo (Japó) a la millor pel·lícula estrangera.
L'any 1992 va ser seleccionada per la Biblioteca del Congrés dels Estats Units per a ser preservada al National Film Registry.